# 使命召唤：无限战争
《使命召唤：无限战争》（官方简体中文译为 「使命召唤：无尽战争」）是一款由Infinity Ward开发，动视发行的第一人称射击游戏，为使命召唤系列的第十三款主系列作品。游戏于2016年11月4日在Microsoft Windows、PlayStation 4和Xbox One平台发行，简体中文和繁体中文版同步发售。

## 游戏玩法
与系列之前的游戏类似，《使命召唤：无限战争》是一款第一人称射击游戏。游戏引入了新的设定、外层空间和游戏机制，如零重力环境等。玩家扮演Tier 1特种作战飞行队队长尼克·雷耶斯（Nick Reyes），操纵定制的战舰Retribution号进行空中作战。据Infinity Ward称，游戏将聚焦太空战斗。太空作战与实地作战之间的转换被描述为“无缝”。玩家Retribution号中可以开始主要战役任务，次要任务会解开新物品和故事细节，并对敌对船只发动袭击。
游戏还有多个竞争性多人模式和多人合作僵尸模式，僵尸模式则是全新的游戏机制与故事。

## 劇情
近未來的太陽系，因為地球資源枯竭與人口爆炸造成文明衰退下，各國政府組成特別組織「聯合國宇宙聯盟（UNSA）」，積極展開對太陽系其他星球殖民來獲取生存的資源，同時下設軍事同盟「太陽聯盟協約組織（SATO）」來確保各國權益。但是擔任宇宙拓荒先鋒的部分士兵，卻另外成立了「殖民地自衛陣線（SDF）」，他們反過來利用殖民星球的資源來建立強大的兵力，意圖征服地球而發起一連串的軍事行動。
一開始由隸屬於SATO的「特種戰鬥及偵察部隊（SCAR)」上士丹·萊爾率領的小隊率先拉開序幕，他們奉命前往一處遭到SDF圍攻的設施木衛二「歐羅巴」銷毀武器原型F-SPAR，以杜絕敵人奪取火砲的意圖。但在撤退途中卻遭到SDF的突襲，萊爾一行人因為不肯透露任務的目標及人數，整支小隊也全軍覆沒，歐羅巴也遭到敵人的佔領。
在萊爾的頭盔攝影機停止錄放時，畫面來到UNSA的辦公室，飛行員尼克·雷耶斯（NICK· REYRS）對於SDF的侵略非常氣憤，對於軍方的指揮也相當不認同。長官萊恩斯則告訴他，所有的一切全是政客(特別是親SDF的政客)在從中作梗，戰士根本沒有說話的立場。後來在日內瓦的艦隊遊行中，UNSA艦隊突然遭到AATIS防空系統的砲擊，緊接著就是SDF的大規模突襲，墜機的雷耶斯帶領搭檔諾拉·索爾特、萊恩斯以及戰術機器人「伊桑」在混亂的街道上浴血奮戰，在其他友軍的協同下終於收復AATIS控制塔，並且俘獲了潛伏在UNSA中的SDF間諜里亞希。
雷耶斯隨即搭上戰鬥機胡狼號，與其他戰艦一起追趕正在撤退的敵人。在戰鬥接近白熱化時，一架敵人的航空母艦「奧林巴斯山」號突然進場加入戰鬥，並以猛烈火力攻擊其他UNSA戰艦。眼見友軍接續陣亡，UNSA復仇號艦長阿爾德下令飛船撞擊航空母艦，加上驅逐艦底格里斯號的支援才使得奧林巴斯山知難而退。混戰結束後，登上復仇號的雷耶斯與索爾特目睹船上的死傷慘重，他們決定質問艦長。沒想到艦長與副艦長都已經陣亡，船上頓時群龍無首。此時萊恩斯呼叫了復仇號，說明情況的同時也將雷耶斯升任為中校兼任代理艦長，並下令底格里斯號艦長費蘭與復仇號一同收復受到圍攻的月之門港口。
月球此刻正受到敵人的強烈進攻，雷耶斯帶領的小隊冒著SDF瘋狂的砲火奮力推進，攻入機棚後終於與受困的友軍會合，剷除敵人的殘餘勢力後隨即登上戰機，肅清天空中的敵軍後立馬闖入到與底格里斯號纏鬥的敵軍戰艦，癱瘓系統後成功摧毀飛船，完美的達成任務。
在返回母艦的當下，萊恩斯也將SDF指揮官柯特上將的野心告訴雷耶斯，要求他務必保衛地球；與此同時，復仇號繼續執行選擇性任務(分別有:捕鼠行动、失窃匕首行动、凤凰行动、深度处决行动、安全港口行动、存粹威胁行动、盗墓行动、猝死行动、灭迹行动)，之後復仇號接到摧毀敵人加油站的命令，雷耶斯與先前的戰友奧馬爾再次聯手，兩人帶著先鋒部隊來到泰坦上，冒著大雨與援軍及機甲巨人並肩作戰。經過一番血戰後SCAR引爆了SDF的煉油塔，卻在撤退途中遭受奧林巴斯山號的追擊，雷耶斯的戰機被打中起火，彈射出去的他因為飛行服撕裂氧氣洩漏而陷入昏迷狀態，好在同行的伊桑緊緊的保護，以及底格里斯號的解救而化險為夷。之後萊恩斯告訴雷耶斯他們抓到的SDF間諜里亞希，檢查出他體內有一個發信器並不斷發出訊號。
索爾特發現灶神星已經與他們斷了聯繫，於是便派遣運輸機前往該星球。在飛機上的一行人收到了求救訊號，但灶神星總部已經完全毀損，索爾特認為沒有再搜索的必要，但雷耶斯不顧反對，堅決下令搜救。但意想不到的是，奧馬爾上士不幸陣亡，行動以一小批市民獲救而告終。回到船上的雷耶斯收到消息，底格里斯號正遭到奧林巴斯山的攻擊，他立刻要求所有人做好救援的準備，儘管索爾特不怎麼願意。
復仇號來到了求救訊號的源頭，卻發現太空中只剩下一大片殘骸。在看完柯特的挑釁訊息後，所有人立刻意識到這一切都是SDF的陰謀，意圖孤立地球剩下的兩艘戰艦。雷耶斯隨即集合所有軍官並策劃了一場反攻行動，他計畫將SDF間諜身體裡的發信器摧毀，讓SDF大舉進攻地球，以達到讓其受到AATS火砲反擊的反欺敵計畫。但意料之外的是，押送囚犯的部隊居然遭到SDF的突襲同時丟失了間諜里亞希。雷耶斯追趕到一幢塔樓後卻反而被擊倒，親眼目睹囚犯摧毀AATS火砲並挖出發信器與奧林巴斯山號摧毀UNSA總部的畫面，海軍上將萊恩斯也在爆炸中喪生。在沒有其他選擇的情況下，雷耶斯決定奪占奧林匹斯山號，他立刻坐上戰機衝進航空母艦與友軍一齊拿下控制室，並且將柯特一刀刺死。(其餘跟著奧林巴斯山號來地球的SDF戰艦都被復仇號的火砲和SATO的戰機給摧毀)
為了向SDF復仇，拿下戰艦的眾人便與復仇號共同趕往火星，打算用奧林巴斯山號的F-SPAR重型火砲摧毀SDF的船塢。但他們在行動中卻遭受頑強的抵抗，奧林巴斯山號與復仇號相繼起火，並雙雙墜毀在火星上。孤立無援的復仇號倖存的官兵在雷耶斯的帶領下重新出發，所有人抱著視死如歸的精神入侵敵人的防禦工事，闖入船塢的雷耶斯小隊死傷也持續激增。來到船塢頂端的雷耶斯不顧索爾特的勸阻，堅持前往控制中心解鎖錨具與射控系統，以幫助其他人能夠藉由搭乘驅逐艦撤離並摧毀船塢。由於船錨受到鎖定，同行的伊桑要求雷耶斯藉由他的自毀系統來炸開錨具，最終伊桑犧牲自己為其他人爭取時間，雷耶斯則命令索爾特往他的目標開火以確實的將船塢摧毀，最終因為失壓狀態被拋出太空外，氧氣面罩因碎片擊中破裂缺氧而死。
行動結束後統計戰果，復仇號官兵死傷763人、倖存者4人。雷耶斯、索爾特與復仇號官兵的英勇行為，也受到軍方高層的肯定與讚揚，身先士卒、冒險犯難的精神也彰顯海軍最崇高的傳統。至於壯烈犧牲的雷耶斯，他的全名更是與復仇號的陣亡將士同在，安眠在供人緬懷的石碑上。

## 开发
2014年，动视公司宣布使命召唤系列的开发周期为三年，Infinity Ward、Sledgehammer Games和Treyarch将轮流每年发布一款使命召唤游戏，以延长游戏的开发时间。《无限战争》是首次循环中第三款也是最后一款游戏，这也是自2013年《使命召唤：幽灵》以来Infinity Ward再度开发游戏。开发团队为游戏加入了很多新点子，并把重点放在游戏故事上。为了使游戏更加逼真，Infinity Ward曾咨询过几名军事专家。2016年2月，动视宣布Infinity Ward将成为2016年使命召唤的游戏首席开发组。《无限战争》被正式确认后，动视宣布E3 2016上公司将不会开设展台，他们的产品会通过合作伙伴索尼互动娱乐展示。游戏首款预告片在官方发布前被Hulu泄露。2016年5月动视公布预告片，公司在一周前注册了游戏商标名。公司还使用Facebook的聊天机器人启动了一个社交媒体游戏，它要求玩家对一些游戏资讯进行解码。
游戏邀请到了因参演《权力的游戏》而走红的英国演员基特·哈灵顿、一级方程式锦标赛世界冠军刘易斯·汉密尔顿以及UFC羽量级冠军康纳·麦格雷戈等人作为游戏角色做入游戏中，其中基特·哈灵顿饰演了游戏中“殖民地守卫战线”首领这一重要角色。
《使命召唤4：现代战争》的重制版本《现代战争重制版》（Modern Warfare Remastered）将会与《无限战争》一同发行于PlayStation 4、Xbox One和PC平台，仅适用于购买《无限战争》遗产版或数字豪华版的玩家。重制版由过去开发使命召唤多人游戏模式的Raven Software制作，包含原始战役和多人模式。多人模式将有10张地图与原来相比缩减了一半动视也证实运动系统将忠于原作并且重制版会有专用的服务器。

## 评价
| 汇总媒体   | 得分                                |
| ---------- | ----------------------------------- |
| Metacritic | PC：73/100 PS4：77/100 XONE：78/100 |

| 媒体           | 得分   |
| -------------- | ------ |
| Destructoid    | 7/10   |
| 电子游戏月刊   | 7/10   |
| Game Informer  | 9/10   |
| GamesRadar+    | [ 28 ] |
| GameSpot       | 8/10   |
| Giant Bomb     | [ 30 ] |
| IGN            | 7.7/10 |
| PC Gamer美国   | 48/100 |
| Polygon        | 8.5/10 |
| VideoGamer.com | 9/10   |

### 发行前
第一个预告片发布后，游戏被评论界批评为过于未来主义，甚至遊戲設計和系統很多重用過去作品的元素，導致毫無新意和陳腔濫調，而且未來科幻的設定違背這遊戲系列專門以第二次世界大戰及現代戰爭為背景的初衷而令玩家覺得反感。加上Activision公司將《決勝時刻4：現代戰爭》的高清重製版和《決勝時刻：無盡戰爭》合併發售，但多數玩家只希望只購買前者而不想要後者，這行銷策略令玩家感到厭惡，令競爭對手Electronic Arts的《戰地風雲1》備受廣大玩家的吹棒和支持。截至2019年12月13日，预告片在YouTube上获得了超过380万个不喜欢，成为YouTube最不受喜欢影片的第八名。

### 發行後
根據Metacritic的評論，遊戲獲得大多數正面的評價。許多人都稱贊戰役模式的劇情、多樣化的自定義系統和更加流暢且爽快的戰鬥。實際上《無盡戰爭》與《黑色行動3》比較起來是有非常大的進步，不過發售之前的污點則一直存在，其人氣也不如《黑色行動3》。
近年來，有相當多的粉絲跟玩家於《決勝時刻》的官方Youtube留言區表示，對於之前針對這款遊戲給予的負面評價感到後悔、慚愧甚至抱歉（有些人還表示至今仍不解為何會有這麼多負評跟不喜歡），並給予不錯至優秀的評價。且有些粉絲也表示期待無盡戰爭新章的推出。
自《先進戰爭》以來的每部《決勝時刻》都有需要付費抽獎才能獲得的物品，這些物品大多數都是裝飾用途，但也包括新武器。跟之前的《黑色行動3》與後來因爲此系統受到大量批評的《黑色行動4》相比，《無盡戰爭》在這方面對玩家相當友好，也是《無盡戰爭》評價轉好的原因之一。